# Sandrine Van Handenhoven
Sandrine Van Handenhoven, née le 3 juillet 1984 à Saint-Nicolas, est une chanteuse et animatrice de télévision belge.

## Biographie
Elle participe à l'émission flamande Idool en 2004 où elle obtient la troisième place, puis signe chez le label Sony-BMG. 
En 2007, Sandrine forme son propre groupe, avec des musiciens comme Patrick Dorcean (Zap Mama), Nina Babet (Ozark Henry), Daniel Romeo (Axelle Red) et Hans Francken (Clouseau).
Après son déménagement à l'Entertainment Group en 2008[style à revoir], un nouveau groupe de Belgique composé par le directeur musical et toestenist[Quoi ?] BABL (Kate Ryan), avec le même batteur et Roberto Mercurio (Natalia) à la basse.
En mars 2009, elle décide d’arrêter sa carrière d'animatrice pour se consacrer à sa carrière de chanteuse.

## Filmographie
- 2010 : Sea of Tranquillity : chanteuse de jazz
- 2015 : Wat mannen willen de Filip Peeters :